# Rediu (Iași)
Rediu is een Roemeense gemeente in het district Iași.
Rediu telt 3921 inwoners.